# Notholithocarpus densiflorus
Notholithocarpus densiflorus (лат. Notholithocarpus densiflorus), ранее — по устаревшей классификации Литока́рпус густоцветко́вый (Lithocarpus densiflorus) — вид цветковых растений, входящий в монотипный род Notholithocarpus в составе семейства Буковые (Fagaceae).

## Название
Родовое наименование образовано от корней др.-греч. νόθος — «помесь» и собственного названия рода Lithocarpus. Оно в свою очередь происходит от др.-греч. λίθος — «камень» и καρπός — «плод».
Видовой эпитет, выбранный Гукером и Арноттом, образован от лат. dēnsus — «густой» и flōra — «цветок».

## Ботаническое описание
Вечнозелёное однодомное дерево до 20—45 м или кустарник до 3 м высотой. В настоящее время сохранилось дерево высотой до 37 метров в штате Орегон, округ Карри, город Офир. Кора ствола гладкая или бороздчатая, серо-коричневая. Молодые веточки покрыты густым желтоватым опушением. Имеются терминальные (конечные) почки.
Листья на веточках текущего года с прилистниками, кожистые до жёстких, простые, с цельным или в различной степени зубчатым краем. Нижняя поверхность листовой пластинки покрыта заметным беловатым войлочным опушением, затем оголяющаяся, серовато-голубоватая.
Соцветия пазушные. Тычиночные цветки с заметными чашелистиками, с зачаточным волосистым стерильным пестиком, окружённым 12—18 тычинками. Пестичные цветки располагаются в небольшом количестве в нижней части соцветий, также с выраженной чашечкой, с 3 пестиками.
Плоды — жёлуди, созревающие на второй год, с чашевидной плюской, покрытой жёсткими отогнутыми чешуйками, и округлым, очень жёстким орешком.

## Распространение и экология
Notholithocarpus densiflorus в природе встречается только на территории двух штатов США — Калифорнии и Орегона. Самая северная точка произрастания — небольшой изолированный лес на западе Орегона, немного севернее реки Ампква. Основной ареал, однако, располагается южнее — северная его граница в бассейне реки Кокилл на юго-западе штата. Здесь он заходит на восток до окрестностей Грантс-Пасса в Орегоне и горы Шаста в северной Калифорнии. Далее на юг нотолитокарпус произрастает вдоль Береговых хребтов до гор Санта-Инес севернее города Санта-Барбара.

## Классификация
Notholithocarpus densiflorus был впервые описан Уильямом Гукером и Джорджем Арноттом в 1840 году. В 1917 году перенесен в род Литокарпус (Lithocarpus). В 2008 году группа учёных по результатам молекулярно-филогенетических исследований выделила его в монотипный род Notholithocarpus.

### Таксономия
- Notholithocarpus  Manos, Cannon & S.H.Oh, 2008, Madroño 55: 188
- Notholithocarpus densiflorus  (Hook. & Arn.) Manos, Cannon & S.H.Oh, 2008, Madroño 55: 188

Вид Notholithocarpus densiflorus относится к роду Notholithocarpus семейства Буковые (Fagaceae) порядка Букоцветные (Fagales). Таксономическая схема в соответствии с Системой APG IV по состоянию на декабрь 2023 года:
|  |                                      |  |                                   |                                   |                   |  | ещё 6 семейств |             |                      |  |  |                                               |             |
|  |                                      |  |                                   |                                   |                   |  |                |             |                      |  |  |                                               | два подвида |
|  |                                      |  |                                   | порядок Букоцветные               |                   |  |                |             | род Notholithocarpus |  |  | единственный вид Notholithocarpus densiflorus |             |
|  |                                      |  |                                   | порядок Букоцветные               |                   |  |                |             | род Notholithocarpus |  |  | единственный вид Notholithocarpus densiflorus |             |
|  | отдел Цветковые, или Покрытосеменные |  |                                   |                                   | семейство Буковые |  |                |             |                      |  |  |                                               |             |
|  | отдел Цветковые, или Покрытосеменные |  |                                   |                                   |                   |  |                |             |                      |  |  |                                               |             |
|  |                                      |  | ещё 63 порядка цветковых растений | ещё 63 порядка цветковых растений |                   |  |                | еще 7 родов | еще 7 родов          |  |  |                                               |             |
|  |                                      |  |                                   | ещё 63 порядка цветковых растений |                   |  |                |             | еще 7 родов          |  |  |                                               |             |

### Подвиды
Помимо номинативной разновидности выделяется также кустарниковая форма Notholithocarpus densiflorus var. echinoides (R.Br.ter) Manos, Cannon & S.H.Oh, 2009, отличается высотой до 3 м, мелкими листьями с малозаметными жилками второго порядка.

### Синонимы
- Lithocarpus densiflorus (Hook. & Arn.) Rehder
- Pasania densiflora (Hook. & Arn.) Oerst.
- Quercus densiflora Hook. & Arn.
- Quercus echinata Kotschy ex A.DC.
- Synaedrys densiflora (Hook. & Arn.) Koidz.